# Rania Mordanova
Rania Mordanova (Ufá, Bashkortostan, Rusia, 18 de julio de 1991) es una modelo rusa.

## Carrera
En febrero de 2009, debutó en el evento de Monique Lhuillier otoño/invierno en Nueva York. En la misma temporada desfiló también para Adam Lippes, Betsey Johnson y Tuleh. El estrellato le llegó en marzo de 2009, cuando participó en los eventos de París de Givenchy y Louis Vuitton. También desfiló para Anna Sui, Burberry, Emilio Pucci, Fendi, Gianfranco Ferrè, Helmut Lang, Hermès, Lanvin, Marc Jacobs, Missoni y otras casas.
Se convirtió en uno de los rostros de Givenchy de la campaña otoño/invierno 2009 junto a Adriana Lima, Iris Strubegger y Mariacarla Boscono. Para el anuncio fue fotografiada por Mert Alas y Marcus Piggott.
Mordanova ha aparecido en las portadas de V, Frech Revue de Modes, Tush, Elle Rusia, Marie Claire Italia, NakedButSafe. También apareció en editoriales de Vogue Paris, Vogue Italia, Vogue Rusia, Vogue Turquía, Elle, Marie Claire, LOVE, W, Another, Dazed & Confused, entre otras.